# Commonwealth Games 1994/Badminton (Herrendoppel)
Folgend die Ergebnisse und Platzierungen bei den Commonwealth Games 1994 im Herrendoppel im Badminton.

## 1. Runde
- Thushara Edirisinghe /  Duminda Jayakody –  Roy Paul jr. /  Robert Richards: 15-9 / 11-15
- Russell Hogg /  Kenny Middlemiss –  Peter Knowles /  Nick Ponting: 18-16 / 12-15 / 18-14
- Lennerd Benade /  Tyrone Kloppers –  Ermadena Hj Talip /  Zailani Yuin: 15-4 / 15-3
- David Blackburn /  Mark Nichols –  Brian Carter /  Rodney Asquith Selman: 15-2 / 15-0
- Patrick Lau Kim Pong /  Tan Sian Peng –  Bernard Gondo /  Herbert Kgaswane: 15-2 / 15-3
- Ma Che Kong /  Tam Kai Chuen –  Sheldon Caldeira /  Ronald Clarke: 15-4 / 15-2
- Bruce Flockhart /  Gordon Haldane –  Stephan Beeharry /  Édouard Clarisse: 15-7 / 15-8
- George Hugh /  Paul Leyow –  Awangku Norumaizi Pg Othman /  Md Junaidi Salleh: 15-7 / 15-3
- Chris Rees /  David Tonks –  Nico Meerholz /  Alan Phillips: 17-16 / 9-15 / 15-8
- Ong Ewe Hock /  Tan Kim Her –  Iain Sydie /  Darryl Yung: 15-3 / 15-8
- Dean Galt /  Nick Hall –  Graham Henderson /  Bruce Topping: 15-11 / 15-6
- Danjuma Fatauchi /  Agarawu Tunde –  Javed Aslam /  Ishraque Rana Mohammed: 15-6 / 18-15
- Alan Alexander /  Argyle Maynard –  Leon Koch /  Eddie Ward: 15-9 / 15-12

## 2. Runde
- Cheah Soon Kit /  Soo Beng Kiang –  Thushara Edirisinghe /  Duminda Jayakody: 15-8 / 15-3
- Russell Hogg /  Kenny Middlemiss –  Lennerd Benade /  Tyrone Kloppers: 15-3 / 15-6
- David Blackburn /  Mark Nichols –  Mike Bitten /  Bryan Blanshard: 18-17 / 17-16
- Ma Che Kong /  Tam Kai Chuen –  Patrick Lau Kim Pong /  Tan Sian Peng: 15-17 / 15-12 / 15-4
- Bruce Flockhart /  Gordon Haldane –  George Hugh /  Paul Leyow: 15-6 / 15-4
- Ong Ewe Hock /  Tan Kim Her –  Chris Rees /  David Tonks: 15-2 / 15-8
- Dean Galt /  Nick Hall –  Danjuma Fatauchi /  Agarawu Tunde: 1-0 / 1-0
- Simon Archer /  Chris Hunt –  Alan Alexander /  Argyle Maynard: 15-4 / 15-5

## Ergebnisse ab Viertelfinale
|  | Viertelfinale | Viertelfinale                  | Viertelfinale                | Viertelfinale | Viertelfinale                 |    |    | Halbfinale                    | Halbfinale | Halbfinale | Halbfinale | Halbfinale |  |  | Finale | Finale | Finale | Finale | Finale |
|  |               |                                |                              |               |                               |    |    |                               |            |            |            |            |  |  |        |        |        |        |        |
|  |               | Cheah Soon Kit Soo Beng Kiang  | 15                           | 15            |                               |    |    |                               |            |            |            |            |  |  |        |        |        |        |        |
|  |               | Russell Hogg Kenny Middlemiss  | 3                            | 8             |                               |    |    |                               |            |            |            |            |  |  |        |        |        |        |        |
|  |               | Russell Hogg Kenny Middlemiss  | 3                            | 8             | Cheah Soon Kit Soo Beng Kiang | 15 | 15 |                               |            |            |            |            |  |  |        |        |        |        |        |
|  |               |                                |                              |               |                               | 15 | 15 |                               |            |            |            |            |  |  |        |        |        |        |        |
|  |               |                                | Peter Blackburn Mark Nichols | 1             | 2                             |    |    |                               |            |            |            |            |  |  |        |        |        |        |        |
|  |               | Peter Blackburn Mark Nichols   | Peter Blackburn Mark Nichols | 1             | 2                             | 15 | 15 |                               |            |            |            |            |  |  |        |        |        |        |        |
|  |               |                                |                              |               |                               | 15 | 15 |                               |            |            |            |            |  |  |        |        |        |        |        |
|  |               | Ma Che Kong Tam Kai Chuen      | 1                            | 2             |                               |    |    |                               |            |            |            |            |  |  |        |        |        |        |        |
|  |               |                                |                              |               |                               |    |    | Cheah Soon Kit Soo Beng Kiang | 15         | 15         |            |            |  |  |        |        |        |        |        |
|  |               |                                | Simon Archer Chris Hunt      | 10            | 9                             |    |    |                               |            |            |            |            |  |  |        |        |        |        |        |
|  |               | Simon Archer Chris Hunt        | 15                           | 15            |                               |    |    |                               |            |            |            |            |  |  |        |        |        |        |        |
|  |               | Dean Galt Nick Hall            | 8                            | 4             |                               |    |    |                               |            |            |            |            |  |  |        |        |        |        |        |
|  |               | Dean Galt Nick Hall            | 8                            | 4             | Simon Archer Chris Hunt       | 15 | 15 |                               |            |            |            |            |  |  |        |        |        |        |        |
|  |               |                                |                              |               |                               | 15 | 15 |                               |            |            |            |            |  |  |        |        |        |        |        |
|  |               |                                | Ong Ewe Hock Tan Kim Her     | 1             | 7                             |    |    |                               |            |            |            |            |  |  |        |        |        |        |        |
|  |               | Ong Ewe Hock Tan Kim Her       | Ong Ewe Hock Tan Kim Her     | 1             | 7                             | 15 | 15 |                               |            |            |            |            |  |  |        |        |        |        |        |
|  |               |                                |                              |               |                               | 15 | 15 |                               |            |            |            |            |  |  |        |        |        |        |        |
|  |               | Bruce Flockhart Gordon Haldane | 1                            | 7             |                               |    |    |                               |            |            |            |            |  |  |        |        |        |        |        |

## Endstand
| Platz   | Name                                  | Land                |
| ------- | ------------------------------------- | ------------------- |
| Gold    | Cheah Soon Kit Soo Beng Kiang         | Malaysia            |
| Silber  | Simon Archer Chris Hunt               | England             |
| Bronze  | Ong Ewe Hock Tan Kim Her              | Malaysia            |
| Bronze  | Peter Blackburn Mark Nichols          | Australien          |
| 5.–8.   | Bruce Flockhart Gordon Haldane        | Schottland          |
| 5.–8.   | Dean Galt Nick Hall                   | Neuseeland          |
| 5.–8.   | Russell Hogg Kenny Middlemiss         | Schottland          |
| 5.–8.   | Ma Che Kong Tam Kai Chuen             | Hongkong            |
| Runde 2 | Thushara Edirisinghe Duminda Jayakody | Sri Lanka           |
| Runde 2 | Lennerd Benade Tyrone Kloppers        | Namibia             |
| Runde 2 | Patrick Lau Kim Pong Tan Sian Peng    | Singapur            |
| Runde 2 | George Hugh Paul Leyow                | Jamaika             |
| Runde 2 | Chris Rees David Tonks                | Wales               |
| Runde 2 | Danjuma Fatauchi Agarawu Tunde        | Nigeria             |
| Runde 2 | Alan Alexander Argyle Maynard         | Barbados            |
| Runde 2 | Mike Bitten Bryan Blanshard           | Kanada              |
| Runde 1 | Roy Paul jr. Robert Richards          | Jamaika             |
| Runde 1 | Peter Knowles Nick Ponting            | England             |
| Runde 1 | Ermadena Haji Talip Zailani Yuin      | Brunei              |
| Runde 1 | Brian Carter Rodney Selman            | Barbados            |
| Runde 1 | Bernard Gondo Herbert Kgaswane        | Botswana            |
| Runde 1 | Sheldon Caldeira Ronald Clarke        | Trinidad und Tobago |
| Runde 1 | Stephan Beeharry Édouard Clarisse     | Mauritius           |
| Runde 1 | AK Noor PG Othman Md Junaidi Salleh   | Brunei              |
| Runde 1 | Nico Meerholz Alan Phillips           | Südafrika           |
| Runde 1 | Graham Henderson Bruce Topping        | Nordirland          |
| Runde 1 | Javed Aslam Mohammed Rana             | Botswana            |
| Runde 1 | Leon Koch Eddie Ward                  | Namibia             |
| Runde 1 | Iain Sydie Darryl Yung                | Kanada              |